# Apple 密歇根大道

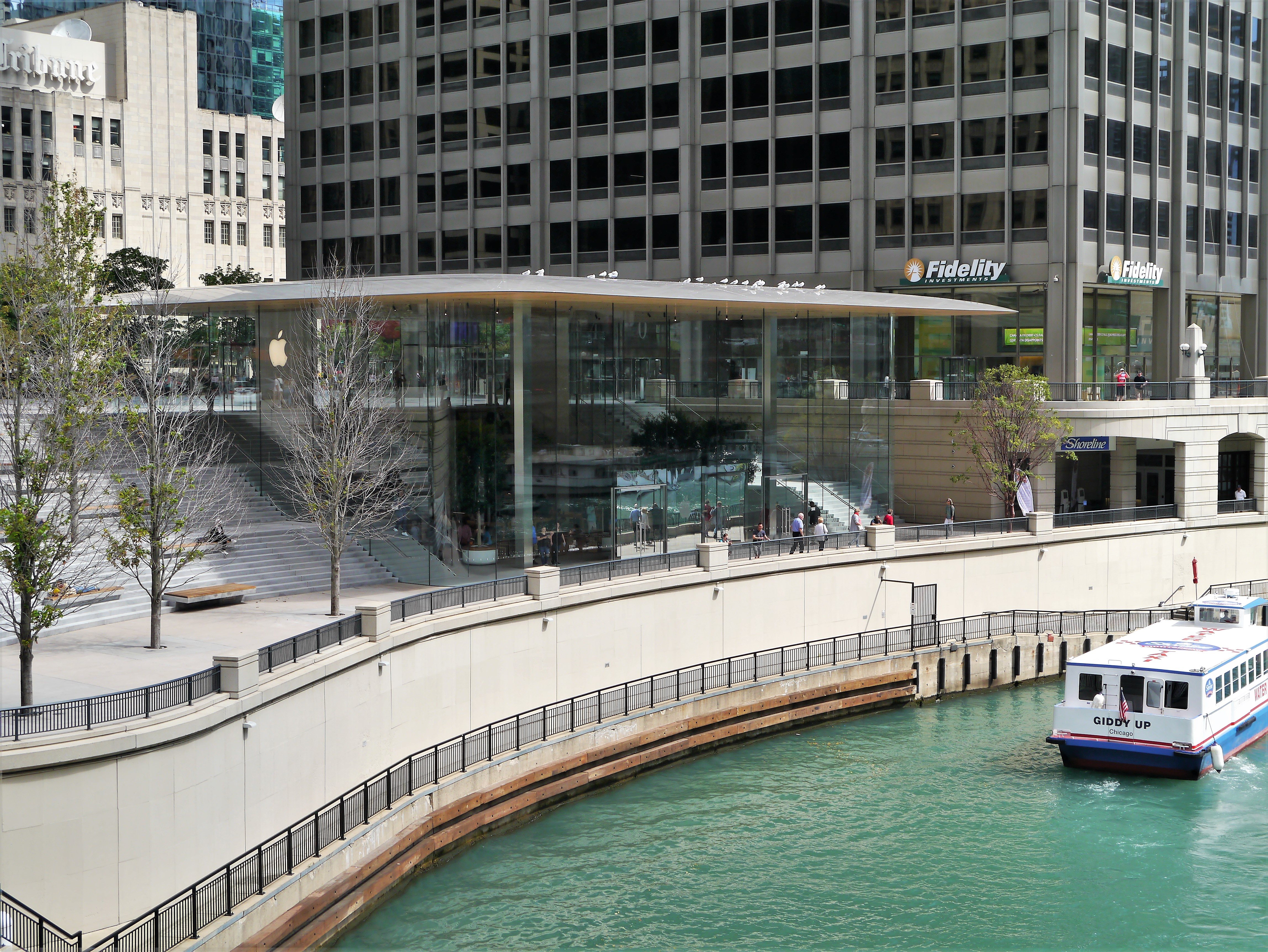

Apple 密歇根大道（Apple Michigan Avenue）是苹果公司在美国伊利诺伊州芝加哥开设的一家Apple Store零售店。该店位于芝加哥河岸，连接了北密歇根大街、先锋广场和芝加哥河。它由英国建筑师诺曼福斯特旗下建筑事务所Foster+Partners设计，是新一代Apple Store的代表。神似苹果Macbook笔记本的屋顶与完全由玻璃合围成的内部空间是该店最大的特色。该店在设计和功能上强调“社区化”，成为芝加哥的城市空间。该店在2017年10月19日正式开业，现营业时间为周一到周六09:00-21:00，周日09:00-19:00，提供苹果在美国发布的产品的体验与购买、Genius Bar天才吧和技术支持、Today at Apple讲座和商务顾问等服务。

## 设计
本店的设计来自诺曼福斯特的建筑事务所Foster+Partners，是苹果新一代“社区化”店面中的旗舰店铺。该店位于芝加哥河岸的一处台阶，因而店铺内部顺势建成了了顺河岸拾级而下的台阶状。店铺全透明的设计旨在消除室内外的界限，为密歇根大道打开一个可以望向河畔的视野通道。店铺占地面积1850平方米，共两层，通体由高达9.75米的玻璃组成，内部仅有两根纤细的不锈钢立柱和两根石材表面的立柱支撑。屋顶整体为碳纤维结构，顶部印有苹果标志，因而神似苹果推出的笔记本MacBook系列的A面。为了突出社区感，苹果把产品的展示桌布置在临河的一楼，而二楼与外界融为一体的花岗岩台阶上则布置了多排座位用于开展Today at Apple讲座活动。
店铺的其他设计则与苹果的若干新一代旗舰店（如Apple 摄政街、Apple 乌节路）类似，采用米色石材与木材打造出温暖舒适的内部空间。一楼布置有绿植的Genius Grove 天才园取代了原有的吧台作为技术支持的空间。二楼的台阶兼顾了阶梯座椅的作用，能够一眼望见一楼巨大的Forum 互动坊6K显示屏。店内配件区使用木质展示架和互动屏幕打造出体验式的展示区，外部还有Plaza 广场为公众提供休憩空间。

## 开业
店面在2017年10月19日正式开业。开业前，店外张贴有巨幅音乐人Saba创作并由当地视觉艺术家Matthew Hoffman制作的歌曲《Where Ideas Sing》的歌词海报。开业当天，苹果公司CEO蒂姆·库克也到访店面并参与了开业庆祝活动。与此同时，Apple 密歇根大道店面也带来了为期四周的“芝加哥系列（The Chicago Series）”创意与艺术教育项目，基于Today at Apple讲座与当地非盈利组织共同举办。

## 问题
店铺开业时，芝加哥鸟类撞击监测组织（Chicago Bird Collision Monitors）指出该店夜间灯光会吸引鸟类，并导致其在透明的玻璃幕墙上撞击身亡。苹果随后承认了鸟类撞击事件，但也承诺将在候鸟迁徙期间尽可能调低夜间灯光。
在2017年末到2018年初的冬季，该店又被指出没有任何应对积雪的设计，向边缘倾斜的屋顶会导致积雪和冰柱在屋檐堆积并砸向行人。但苹果回复称店铺屋顶实际上“具有加热融雪系统”，只是“软件尚未调试好”。
2018年2月，店面又被发现玻璃幕墙上出现一条明显裂缝且有扩大趋势。苹果公司并未及时对其进行修复，导致裂缝存在并恶化了好几周。